# المأكولات البحرية في إسبانيا

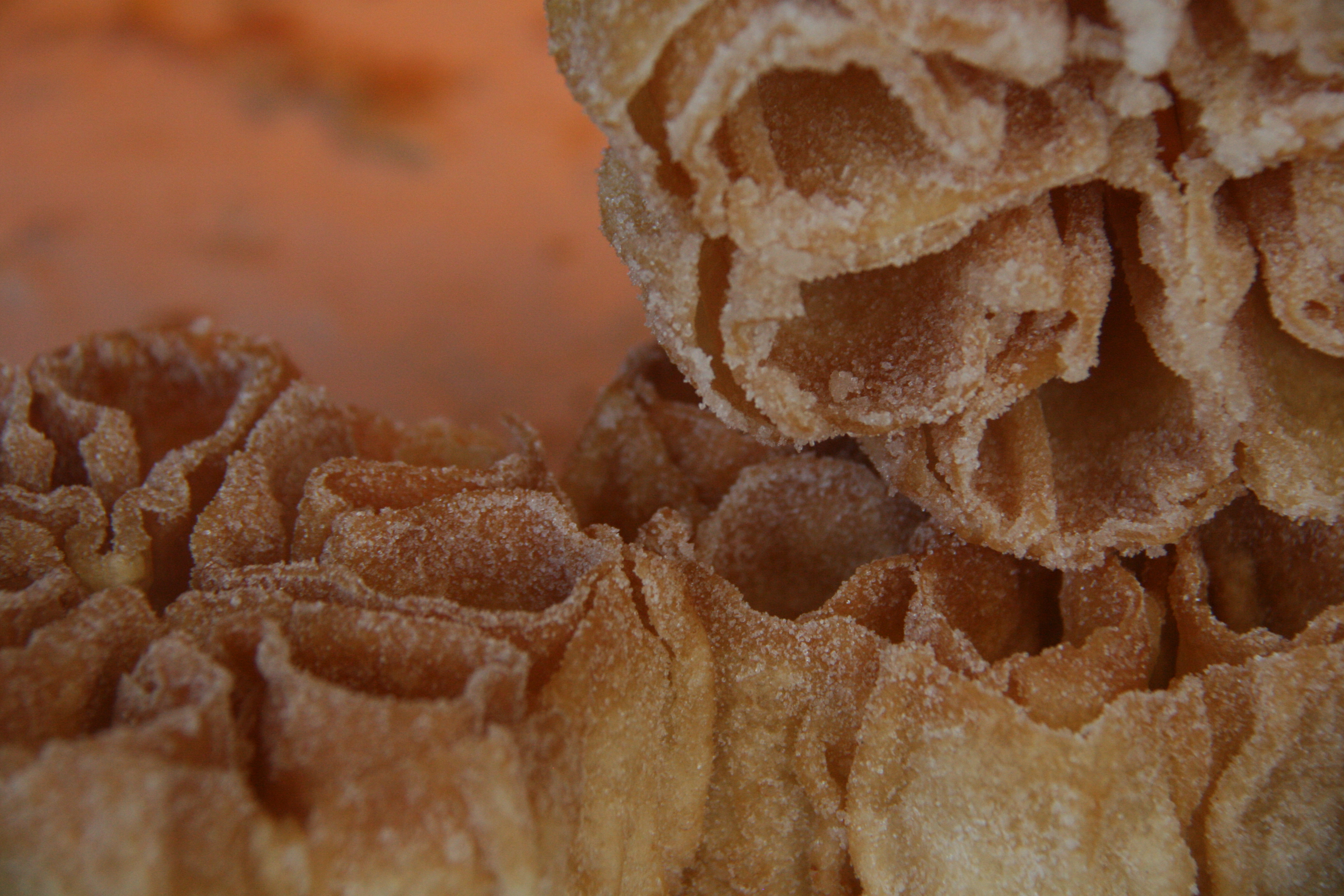

المأكولات البحرية في إسبانيا (بالإسبانية: Repostería de España)‏ جزء من المطبخ الإسباني، المأكولات لديها تاريخ عريق في المطبخ الأسباني. تأثر بشكل مُلاحظ من المطبخ الأندلسي "باستخدام اللوز"، وأيضًا من مطبخ اليهود الشرقيين.